# Hans Nientimp

Hans Nientimp

Hans Nientimp (* 12. November 1884 in Stenern bei Bocholt; † 7. April 1947 in Rehau) war ein deutscher Politiker (Deutsche Zentrumspartei).

## Leben und Wirken
Hans Nientimp wurde 1884 als Sohn eines Landwirts in Westfalen geboren. Nach dem Besuch der Volksschule und eines Gymnasiums studierte er an den Universitäten in Münster und Kiel. Von 1911 bis 1913 arbeitete er als Sekretär für die katholische Zentrumspartei, danach als Syndikus für mittelständische Verbände. 
Ab 1914 nahm Nientimp als Kompanieführer am Ersten Weltkrieg teil. 1915 geriet er in Kriegsgefangenschaft, aus der er 1918 wieder freikam. Im selben Jahr heiratete er. Nach dem Krieg ließ er sich in Bochum nieder, wo er 1919 Stadtverordneter wurde. 1926 nahm er im Stadtrat den Rang eines Stadtverordnetenvorstehers ein. Für die Zentrumspartei wurde Nientimp 1924 als Abgeordneter für den Wahlkreis 18 (Westfalen-Süd) Mitglied des Reichstages in Berlin, dem er bis 1930 angehörte. Ab 1920 war er zudem Mitglied des Westfälischen Provinziallandtages.
Nach dem Zweiten Weltkrieg ließ Nientimp sich in Bayern nieder und wurde Mitglied der Christlich-Sozialen Union (CSU).

## Schriften
- Kolonialwarenhändler Wehrt Euch! 1913.
- Konsumvereine etc. Oder Legitimer Handel, 1913.